# Fundamentele wet
Een fundamentele wet is een principe dat geacht wordt aanwezig te zijn, waaraan niet te tornen valt. Fundamentele wetten bestaan als concept op diverse terreinen, zoals in religies, de filosofie, de wetenschap, rechtsstelsels, en als trivialer begrip. 

## Voorbeelden
- Veel wetenschappers zijn op zoek naar wetmatigheden in de fenomenen die zij bestuderen. Zo zoeken zij naar fundamentele wetten waaraan de fysieke wereld gehoorzaamt, en die het gedrag van materie en energie zouden kunnen verklaren. Een voorbeeld is de 'fundamentele wet' dat niets sneller gaat dan het licht.

- In veel geloofssystemen gelden ook fundamentele wetten, zoals het bestaan van een hogere macht, waaraan niet getwijfeld kan worden.

- In diverse rechtssystemen gelden ook fundamentele wetten, waarvan niet afgeweken mag worden. Men leze ook het artikel over organieke wetten.

- In diverse filosofische stromingen kunnen fundamentele wetten zijn geformuleerd, bijvoorbeeld de wet van de dialectiek in yin en yang of die van de vrijheid van het individu in het existentialisme.

- In trivialer taalgebruik heeft het begrip ook betekenis: zo stellen mensen zelf dikwijls 'fundamentele wetten' op, die ze als 'opvoedingscriteria' bij de opvoeding van bijvoorbeeld hun kinderen als 'fundamentele wet' (een wet waaraan niet te tornen valt)  meenemen. Enige voorbeelden: "Sla nooit je kinderen", "Toon altijd respect", "Gedraag je!".